# Chassalia violacea
Chassalia violacea är en måreväxtart som beskrevs av Karl Moritz Schumann. Chassalia violacea ingår i släktet Chassalia och familjen måreväxter.
Artens utbredningsområde är Tanzania.

## Underarter
Arten delas in i följande underarter:
- C. v. parviflora
- C. v. violacea